# ستانلي إس. بيرغن جونيور
ستانلي إس. بيرغن جونيور (بالإنجليزية: Stanley S. Bergen, Jr.)‏ هو طبيب أمريكي، ولد في 2 مايو 1929 في برينستون في الولايات المتحدة، وتوفي في 24 أبريل 2019.